# Bruchhof (Stadthagen)
Der Bruchhof war ursprünglich eine spätmittelalterliche Turmburg in Stadthagen im niedersächsischen Landkreis Schaumburg.
Der Bruchhof ist der älteste bekannte Herrensitz des Landkreises Schaumburg. Erwähnt wird er erstmals 1115 im Zusammenhang mit der dortigen Kapelle. Im Jahre 1167 schenkte der Edle Mirabilis von Broke seine Besitzungen in der Umgebung des Bruchhofes dem Kloster St. Mauritius Minden, da er kinderlos war. Bis zum Ende des 16. Jahrhunderts blieb der Besitz Klostergut. 1603 ist der Bruchhof im Besitz des Claus von Münchhausen, der 1606 den Grafen von Schaumburg-Holstein gegen Zahlung von 3000 Talern seine Rechtsansprüche überließ. Das Reichskammergericht bestätigte nach langem Rechtsstreit 1732 den Besitz. Für einige Jahre kam es an Eberhard von Weyhe. Nach 1739 diente der Bruchhof als Sitz eines Forstmeisters. In einigen Jahren vor 1974 gerhörte es zu Nienstädt. 2007 wurde er renoviert und zu einem Café und Veranstaltungszentrum umgebaut.
Die Burganlage des Bruchhofs ist heute als um ca. 1 m erhöhte Insel von ca. 80 × 55 m Größe zu erkennen, die von einer 10–15 m breiten, heute trockenen Gräfte eingefasst wird. Eine westlich gelegene Umwallung wurde in der älteren Forschung als ehemalige Vorburg angesehen. Hier war aber schon im 18. Jahrhundert wie heute ein Teich, in dem damals eine bebaute Insel lag.
Das heutige Gebäude der alten Oberförsterei stammt aus dem 18.–20. Jahrhundert. Bei Bauarbeiten im Jahr 2008 identifizierte man älteres Mauerwerk, auf dem die heutigen Mauern aufsitzen, als spätmittelalterlichen Turm. Während der Renaissance wurde dieser umgebaut. Der quadratische Turm besitzt eine Seitenlänge von 9,70 m bei einer Mauerstärke von 2,60 bis 2,80 m. Im Inneren befindet sich ein Tonnengewölbe und in der Ostmauer führt eine Mauertreppe vom ersten Obergeschoss nach unten.